# Lasne
Lasne (wa. Lane) – miejscowość i gmina (commune) w środkowej Belgii, w Regionie Walońskim, w prowincji Brabancja Walońska, w okręgu Nivelles.

## Podział administracyjny
W skład gminy wchodzi pięć dzielnic (section):
- Couture-Saint-Germain
- Lasne-Chapelle-Saint-Lambert
- Maransart
- Ohain
- Plancenoit

## Wspólpraca
Miejscowości partnerskie:
- Abbeville, Stany Zjednoczone
- Azay-le-Rideau, Francja